# Labuissière (Belgique)
Pour les articles homonymes, voir Labuissière.
Labuissière est une section de la commune belge de Merbes-le-Château, située en Région wallonne dans la province de Hainaut. C'était une commune à part entière avant la fusion des communes de 1977.

## Évolution démographique
- Sources : INS, Rem. : 1831 jusqu'en 1970 = recensements, 1976 = nombre d'habitants au 31 décembre.

## Histoire
Labuissière était anciennement appelée Ghoy ou Ghoy-sur-Sambre.

## Héraldique
|  | Blasonnement : Écartelé : aux 1 et 4 d'or à la bande de gueules qui est de Ligne ; aux 2 et 3 d'argent à trois lions de gueules armés et lampassés d'or, qui est de Barbançon. - Arrêté royal : 22 juillet 1925 |

## Liste des bourgmestre de 1830 à 1977
- Horgnies de 1841 à 1849.
- Mayolez de 1849 à 1881.
- Derbaix A. de 1881 à 1892.
- Louvrier F. de 1892 à 1903.
- Horgnies A. de 1904 à 1908.
- Croquet E. de 1908 à1927.
- Dubois V. de 1927 à 1959.
- Adant L. de 1959 à 1965.
- Wallemme F. de 1965 à 1970.
- Romain J. de 1971 à 1976[1].

## Patrimoine et culture

### Patrimoine architectural et naturel

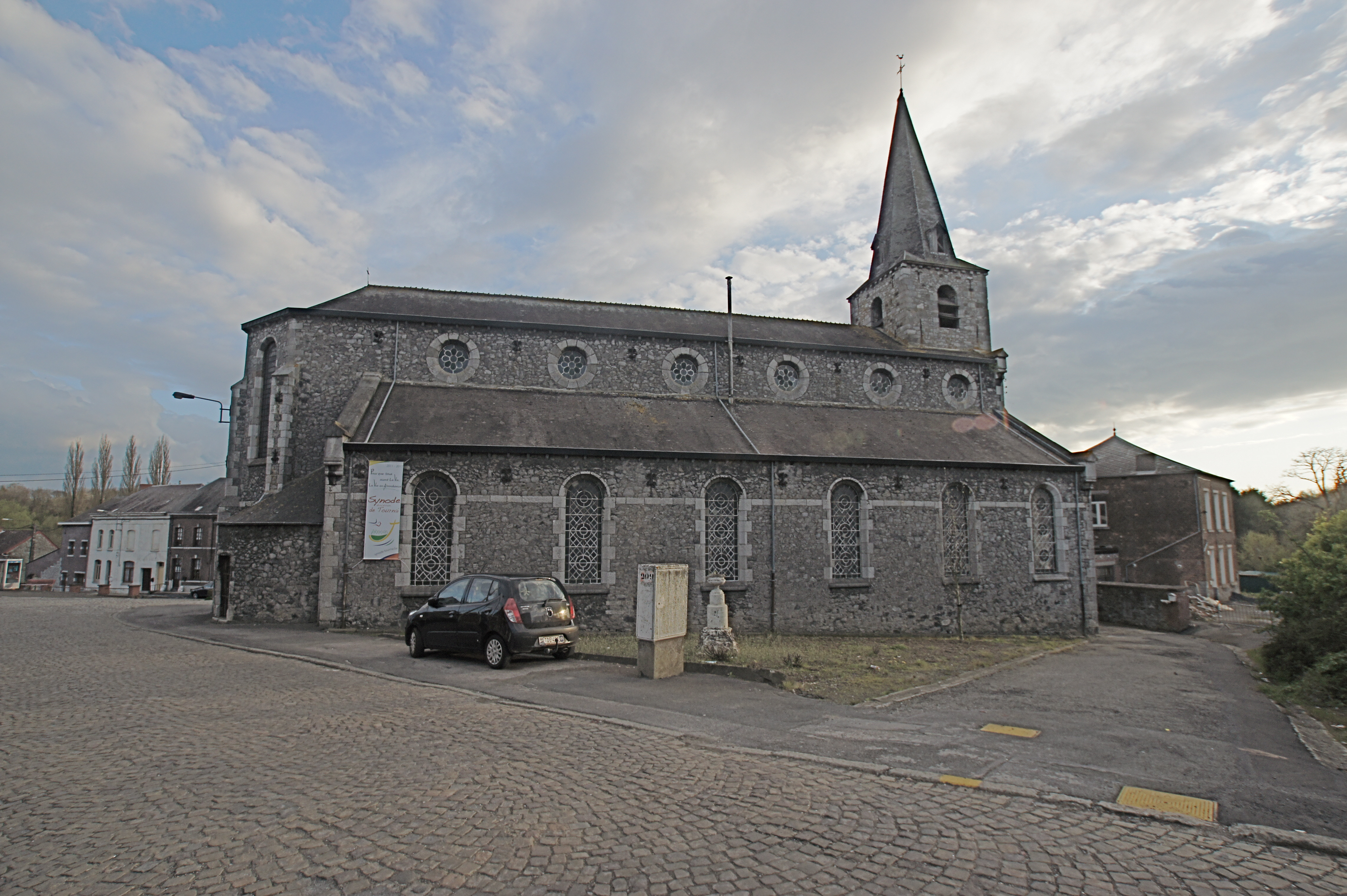
L'église Saint-Martin.

L'église Saint-Martin. Sanctuaire néo-roman en moellons et pierre calcaire construit de 1878 à 1879 sur les plans de H. Danis, architecte à Thuin, avec remploi en façade de la tour de 1719.
L'ancienne maison communale, élevée en 1875, toute en briques et pierres : au centre, l'entrée et son perron et, de part et d'autre, deux ailes ponctuées de pavillons réservé aux bâtiments scolaire. Les colonnes, les fronton, les baies en plein cintre sont des références au style néoclassique.

#### Réserve naturelle
Installés au confluent de la Hantes et de la Sambre, à l'ouest de Thuin, les marais de Labuissière sont actuellement inclus dans la réserve naturelle de la Haute-Sambre, qui comprend un des derniers témoins des nombreux marécages qui se succédaient jadis dans la vallée. Les inondations régulières des prairies basses situées le long du cours d'eau sont à l'origine de ces zones humides. Le site protégé est un patchwork de milieux marécageux : berges de rivière, forêt marécageuse, eaux libres ceinturées de roselières (massettes, baldingères…), mégaphorbiaie à reine des prés, magnocariçaies, jonchaies, prairies humides inondables à œnanthe aquatique. Une partie des anciennes carrières de calcaires est également incluse dans le périmètre de la réserve. 
Par ailleurs, le site présente un grand intérêt ornithologique. Plusieurs espèces peu communes y nichent plus ou moins régulièrement, comme le grèbe castagneux, le canard souchet, le martin-pêcheur, le bruant des roseaux, le phragmite des joncs, la bergeronnette printanière. En hiver, on observe des rassemblements d'oiseaux d'eau : hérons, canards, bécassines des marais. La réserve constitue une zone de reproduction pour différentes espèces de batraciens et libellules ; on y trouve même une méduse d'eau douce.

## Galerie

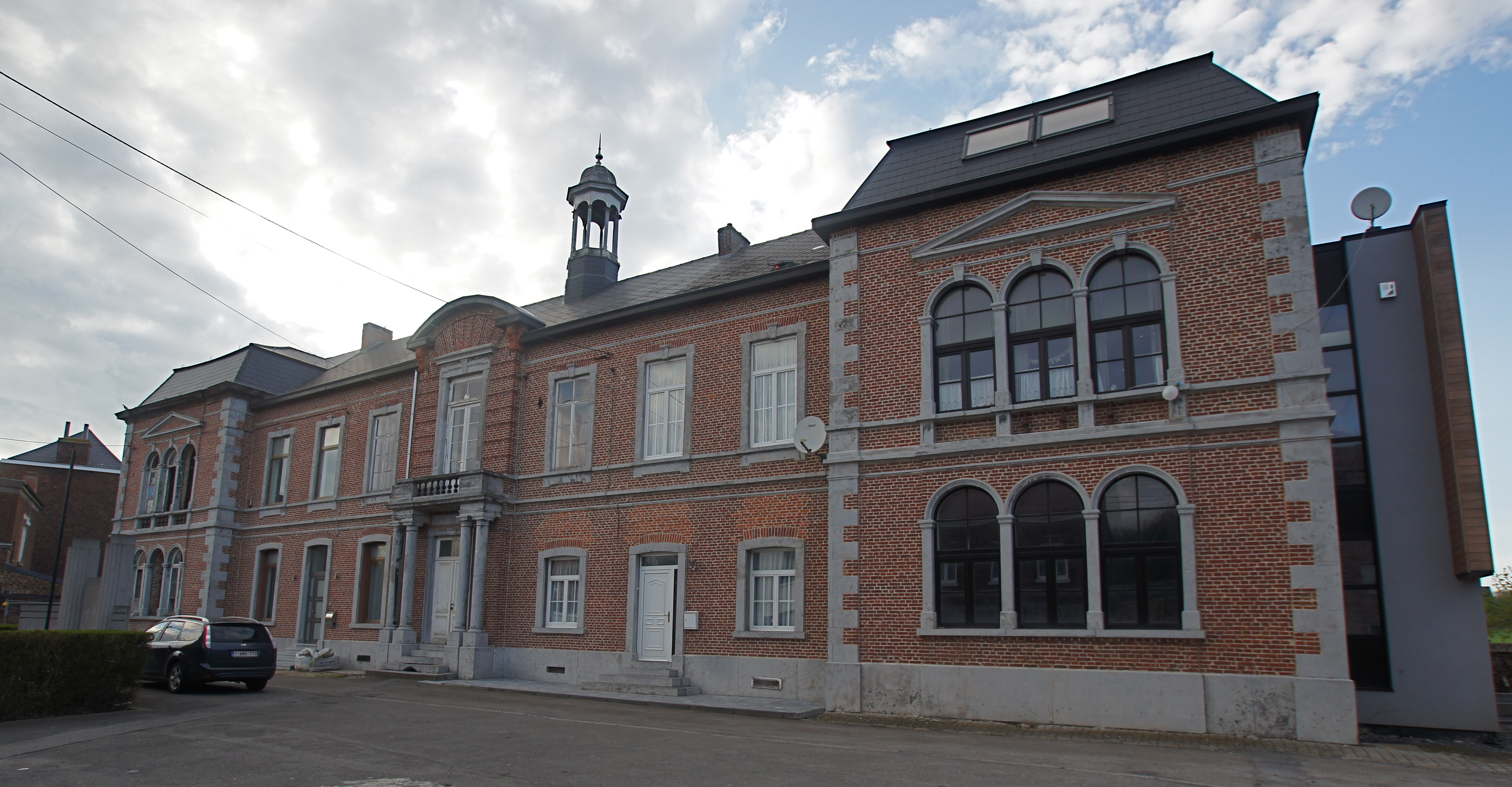
L'ancienne maison communale.
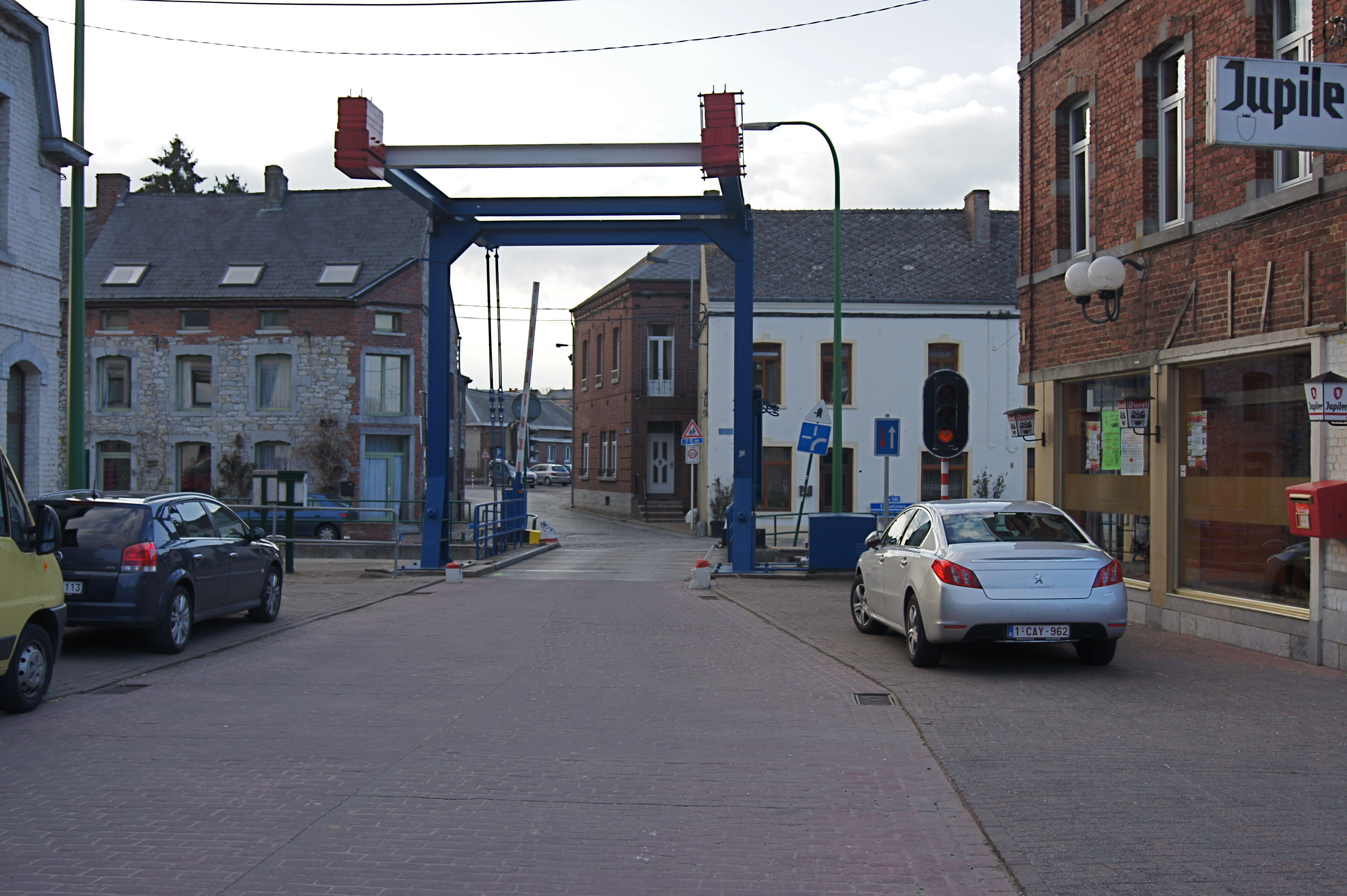
Le pont-levis.

## Économie

### Industries
Labuissière avait six carrières exploitées dans la commune. L'installation d'usines de polissages et de sciages. Après 1918, eut lieu la fusion avec Sprimont, il en a résulté la Société Anonyme de Merbes-Sprimont. 

### Transports

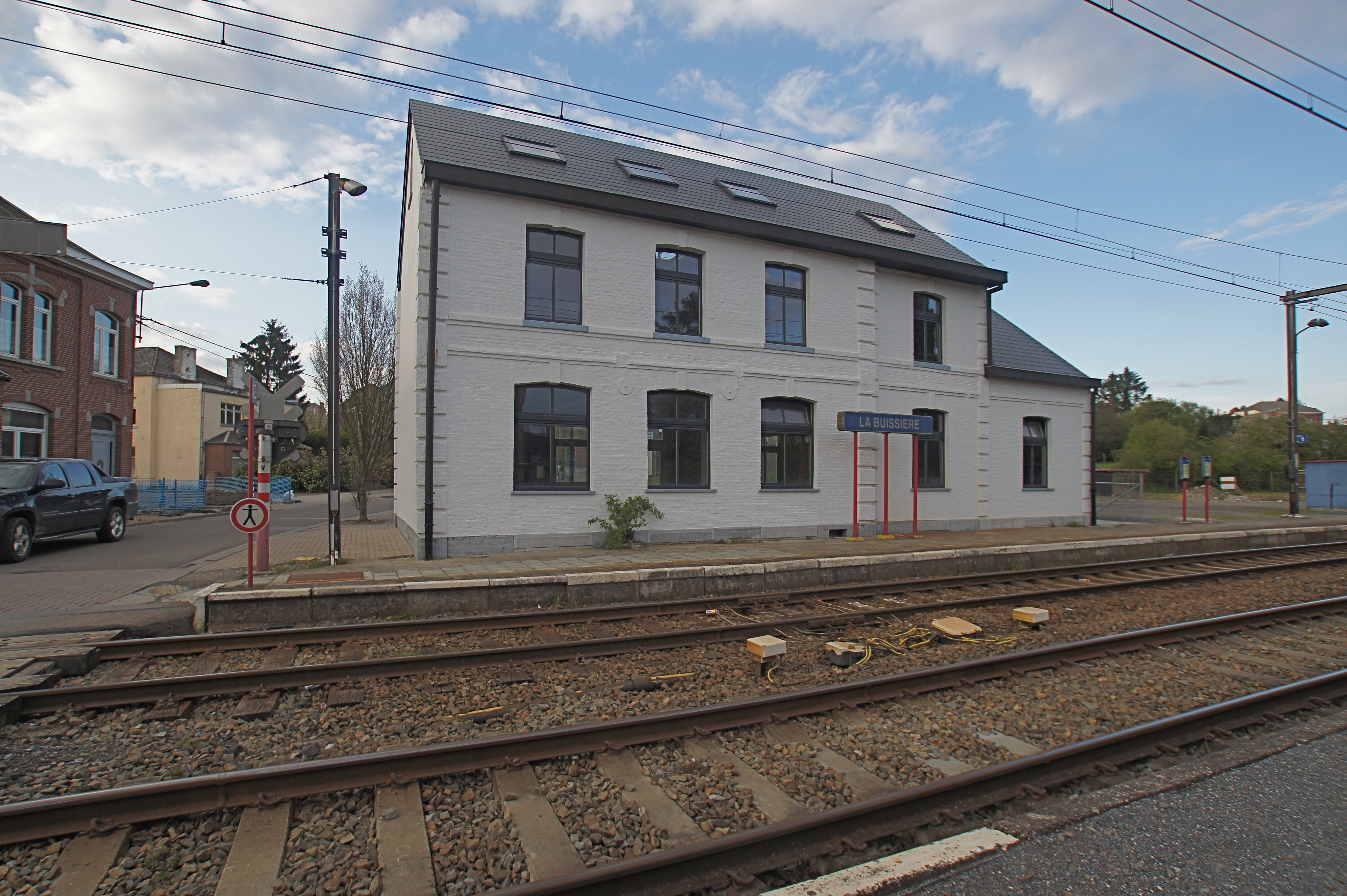
La gare.